# Amadou Babacar Sarr
Pour les articles homonymes, voir Sarr.
Amadou Babacar Sar, né le 9 juillet 1912 à Saint-Louis et mort à une date inconnue, est un homme politique sénégalais socialiste, qui fut secrétaire général de la fédération SFIO de l'AOF et plusieurs fois ministre avant et après l'indépendance.

## Biographie
Né le 9 juillet 1912 à Saint-Louis, il fréquente dans sa ville natale l'École primaire supérieure Blanchot. 
À la mairie de Dakar, il est l'un des collaborateurs de Lamine Gueye. Il est aussi conseiller général de 1946 à 1952.
Lorsque l'Union progressiste sénégalaise (UPS) naît le 8 avril 1958 de la fusion de plusieurs partis de gauche, Mamadou Dia en devient le secrétaire général et Amadou Babacar Sarr l'un des neuf secrétaires généraux adjoints. Il conserve cette fonction jusqu'au 22 février 1959.
Alors que Pierre Lami et Mamadou Dia sont respectivement président et vice-président du Conseil de Gouvernement, Amadou Babacar Sarr est nommé ministre du Travail et des Affaires sociales dans le gouvernement du 18 juin 1958. Il conserve ce poste lors des remaniements du 27 décembre 1958 et 26 janvier 1959. Le 21 avril 1959, il est nommé ministre de la Santé et des Affaires sociales et le reste dans le premier gouvernement formé après l'indépendance, le 7 septembre 1960. Le 13 mai 1961, on lui confie le ministère de la Jeunesse et des Sports. Le 12 novembre 1962, il devient ministre de l’Éducation populaire, de la Jeunesse et des Sports. Son parcours ministériel se termine le 19 décembre 1962.